# Periploma teevani
Periploma teevani is een tweekleppigensoort uit de familie van de Periplomatidae. De wetenschappelijke naam van de soort is voor het eerst geldig gepubliceerd in 1946 door Hertlein & Strong.